# Středová stavba

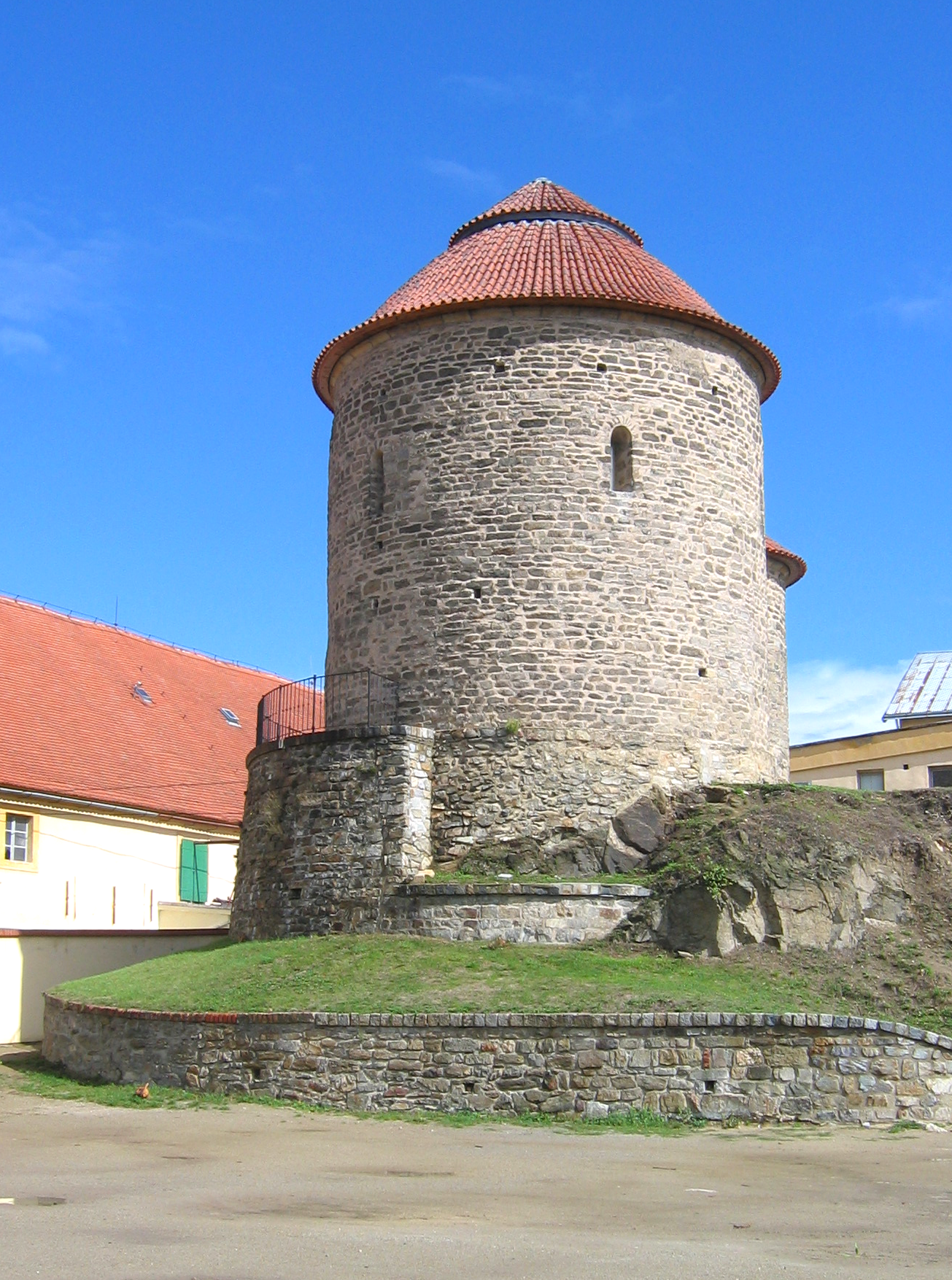
Rotunda Panny Marie a sv. Kateřiny ve Znojmě

Středová budova či středová stavba (někdy též centrální stavba apod.) je architektonický objekt postavený na zásadách středové souměrnosti (souososti), tzn. na půdorysu s nejméně dvěma vzájemně symetrickými osami a s vnitřkem i hmotou tvarované odstředivě vzhledem rotačnímu těžišti osy.
Nejjednodušší exempláře tohoto typu jsou stavby na půdorysu kruhu tvaru válce (rotundy), stavby na půdorysu čtverce či mnohoúhelníku (nejčastěji osmistranu). Existují také složitější konstrukce na půdorysu obdélníkku, oválu, elipsy, trojúhelníku, řeckého kříže s apsidami či bez nich, nebo stavby na půdorysu čtyřlistu (tetrakonchos) nebo trojlistu. U posledně jmenovaných staveb zpravidla nad středovou částí byla kupole či polygonální klenba, svou výškou dominující objektu.
Stavby tohoto typu jsou známy již ve starověku, např. v římské církevní architektuře, v středověku v Evropě, Byzanci i na Blízkém východě - rotundy, mauzolea, baptisteria.

## Galerie

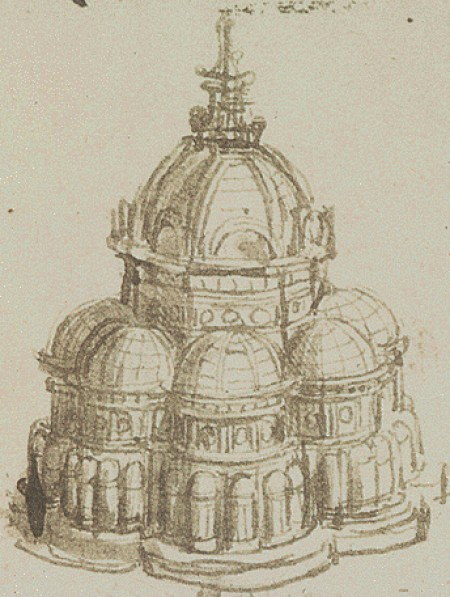
Plán středového kostela (Leonardo da Vinci)
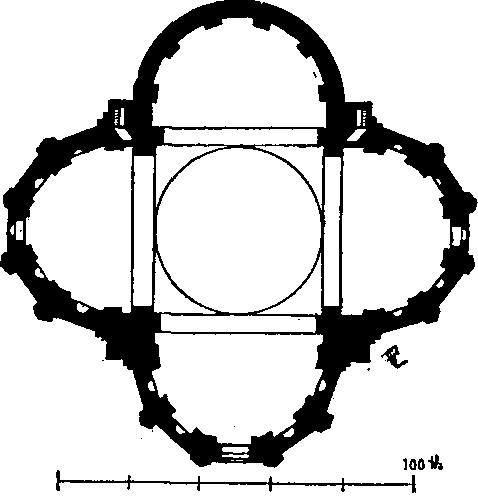
Plán kostela Santa Maria della Consolazione v Todi
Bazilika svatého Petra ve Vatikánu – návrh Donata Bramanteho
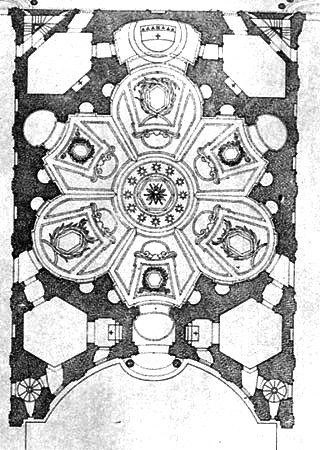
Plán kostela Sant'Ivo alla Sapienza v Římě (Francesco Borromini)
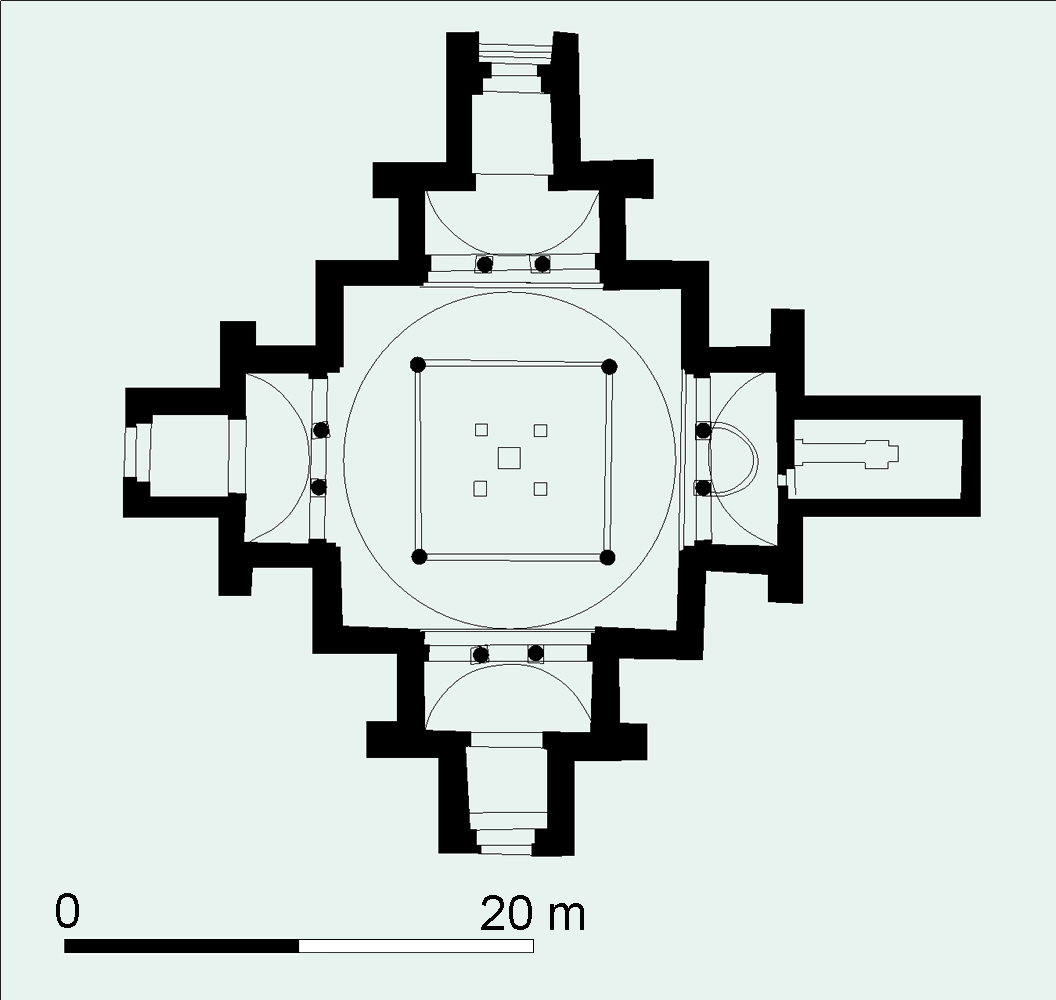
Plán kostela v Dongole v Núbii
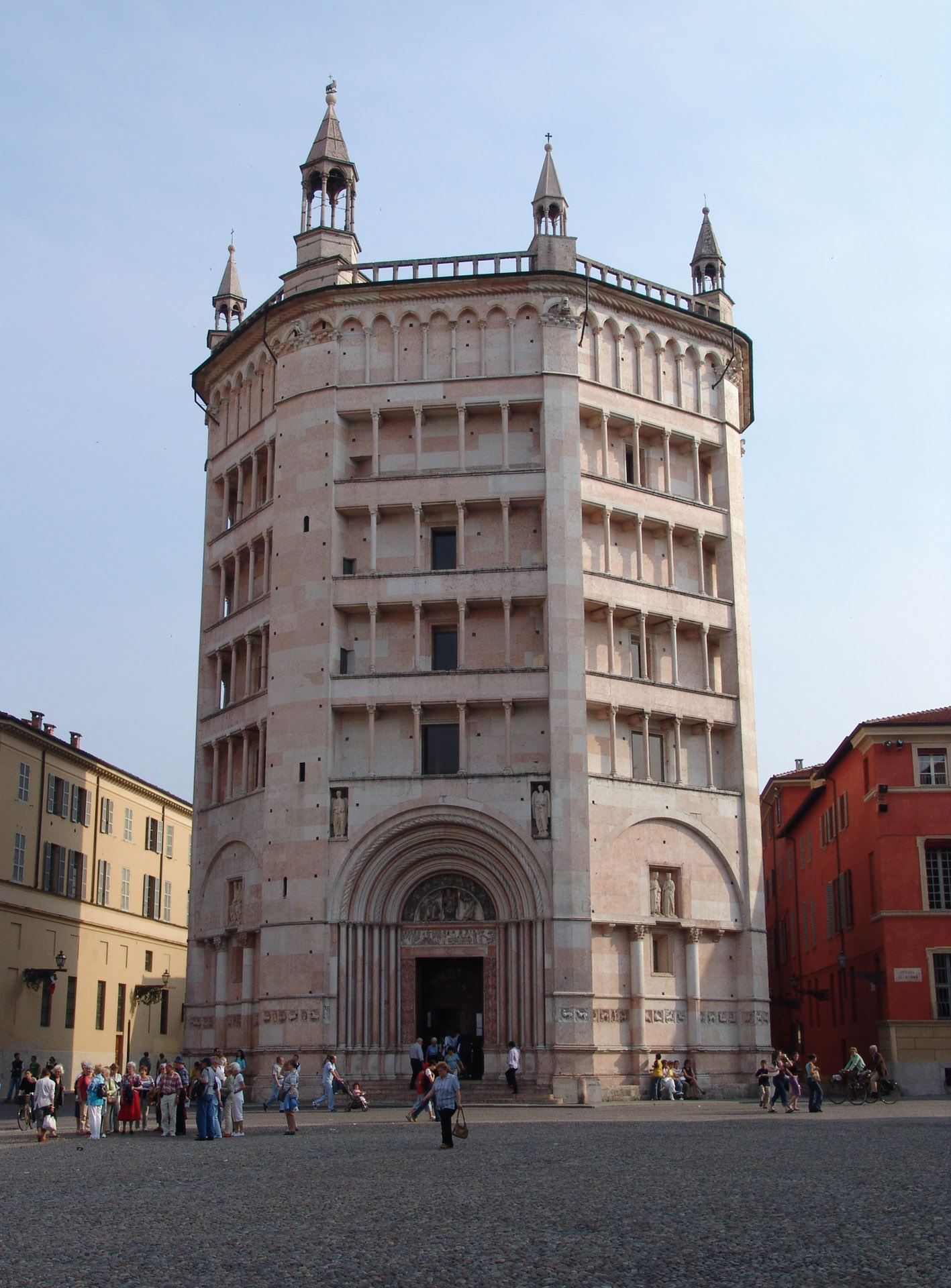
Baptisterium v Parmě
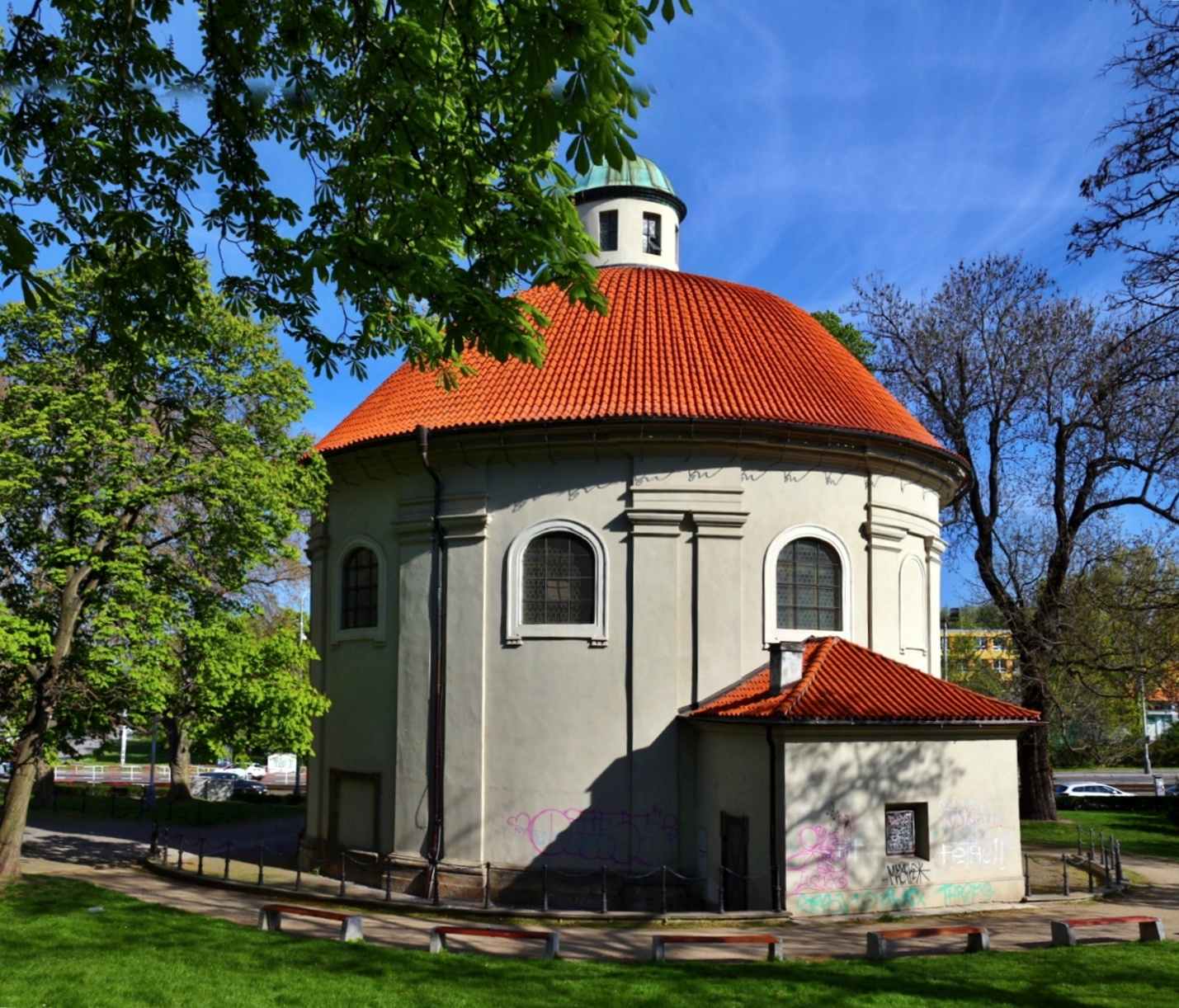
Barokní rondel (morový kostel u Olšanských hřbitovů)